# Gonodonta tenebrosa
Gonodonta tenebrosa är en fjärilsart som beskrevs av Todd 1959. Gonodonta tenebrosa ingår i släktet Gonodonta och familjen nattflyn. Inga underarter finns listade i Catalogue of Life.